# إمبواسكاوية
الإمبواسكاوية (الاسم العلمي:Empoascini) هي قبيلة من الحشرات تتبع فصيلة قافزات الأوراق من رتبة نصفيات الأجنحة.

## أجناس الإمبواسكاوية
- الإمبواسكة